# Posener Martinshörnchen

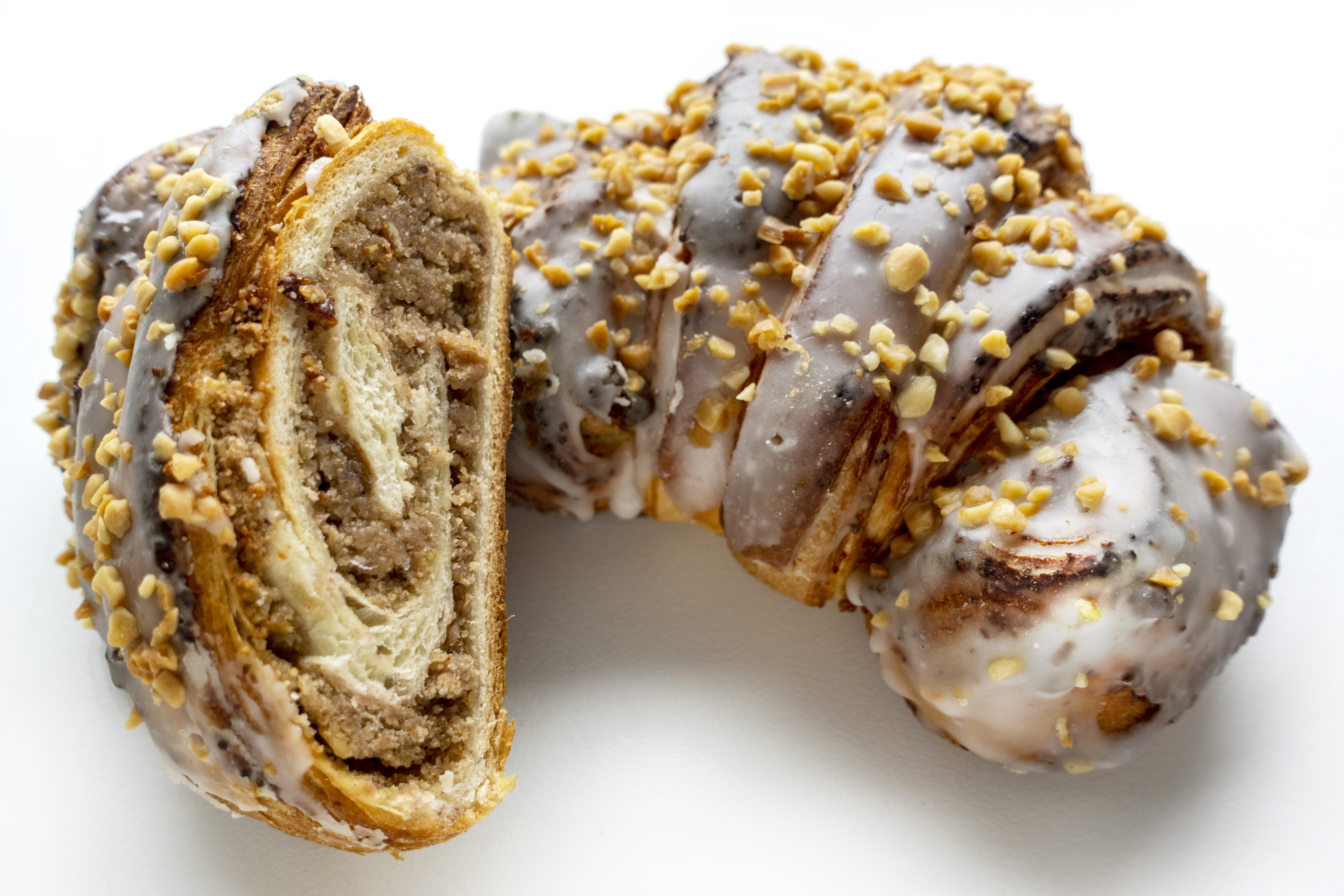
Rogal świętomarciński

Das Posener Martinshörnchen (polnisch rogal świętomarciński) ist ein Gebäck, das in Posen traditionell besonders zum 11. November, dem Fest des heiligen Martin von Tours, gebacken und verkauft wird.
Das Hörnchen ist ein süßes Croissant mit Weißmohnfüllung und gehört in der EU zu den polnischen Produkten mit geschützter Herkunftsbezeichnung.

## Warenzeichen
Die polnische Bezeichnung Rogal świętomarciński bedeutet wörtlich ‚Sankt-Martins-Hörnchen‘. Hergestellt werden darf das Croissant nur von Bäckern und Konditoren aus Posen und bestimmten Gegenden der Woiwodschaft Großpolen, erforderlich ist hierfür ein besonderes Zertifikat.
Zurzeit werden in Großpolen jährlich rund 500 Tonnen Martinshörnchen produziert (etwa 2.500.000 Stück), wovon die Hälfte am Martinstag zum Verkauf kommt.

## Zutaten
Verwendet wird Plunderteig, die Füllung muss unter anderem aus Weißmohn, Vanille, zerkleinerten Datteln oder Feigen, Rosinen und Sahne bestehen. Der Rogal świętomarciński ist mit einer Zuckerglasur bestrichen und wird mit gemahlenen Nüssen bestreut.

## Geschichte
Die Tradition des Martinshörnchens ist alt und reicht in frühchristliche Zeiten zurück, als sich heidnische Opferbräuche, in denen Hornvieh und darauf bezogene hornförmige Gebäckarten eine wichtige Rolle spielten, mit der Legende des heiligen Martin verbanden, dessen Pferd ein Hufeisen verloren haben soll. Dieser Teil der mittelalterlichen europäischen Backtradition ist wohl auch mit den Ursprüngen von Kipferl und Croissant verbunden.
In Posen war die Pfarrkirche St. Martin, auf die auch der Name einer wichtigen Innenstadtstraße zurückgeht, für die Ausbildung der Martinstradition von Bedeutung. Die Produktion spezieller Martinshörnchen ist seit 1852 belegt, sie wurden seit etwa 1891 am 11. November auch an Arme und Bedürftige verteilt. Seitdem ist das Croissant fester Bestandteil der Regionalkultur in Posen und Großpolen. 1923 äußerte sich Frankreichs Marschall Ferdinand Foch anerkennend über den Rogal świętomarciński.